# Botho Wohlrab
Botho Wohlrab (* 29. Mai 1922 in Siedlung Borsigwerk, Oberschlesien; † 9. Januar 2017 in Berlin) war ein deutscher Agrarwissenschaftler.

## Leben
Wohlrab studierte an der Landwirtschaftlichen Hochschule Hohenheim, wo er 1953 mit der Promotion abschloss. Anschließend arbeitete er für die Landesanstalt für Immissions- und Bodennutzungsschutz des Landes NRW. 1965 habilitierte er sich an der JLU Gießen. Nach einer Tätigkeit an der Ruhr-Universität Bochum wurde er 1973 wieder zurück nach Gießen berufen, wo er bis 1987 als Professor für Landeskultur tätig war.

## Werke
- Luftverunreinigungen: Entstehung und Wirkungen / Luftreinhaltung. In: Beiträge zur Landeskultur, 1980.
- mit Rolf Anselm, Monika Peter: Uferstreifen an Fließgewässern. Verlag Paul Parey 1990. ISBN 3-490-09097-7
- mit H. Ernstberger, A. Meuser, V. Sokollek: Landschaftswasserhaushalt: Wasserkreislauf und Gewässer im ländlichen Raum; Veränderungen durch Bodennutzung, Wasserbau und Kulturtechnik. Verlag Paul Parey 1992. ISBN 3-490-19116-1
- mit Manfred Ehlers, Dieter Günnewig: Oberflächennahe Rohstoffe: Abbau, Rekultivierung, Folgenutzung im Spannungsfeld zwischen gesicherter Versorgung und Umweltverträglichkeit. 1995. ISBN 3-334-60963-4